# Simone Chiavari
Simone Chiavari foi um prelado católico romano que serviu como bispo de Brugnato (1492–1502).

## Biografia
No dia 11 de abril de 1492, Simone Chiavari foi nomeado durante o papado de Inocêncio VIII como Bispo de Brugnato, onde serviu como bispo até à sua renúncia em 1502.